# Digital Millennium Copyright Act
DMCA (ang. Digital Millennium Copyright Act) – ustawa z zakresu prawa autorskiego, obowiązująca od 1998 w USA zabraniająca tworzenia i rozpowszechniania technologii, przy użyciu których mogą być naruszone cyfrowe mechanizmy ograniczeń kopiowania.

## Kanada
Podobne regulacje wprowadzono w Kanadzie. Prace nad aktem C-61 zostały przerwane przez rozwiązanie Parlamentu (2008). Kolejną próbą zmiany kanadyjskiego prawa autorskiego na podobieństwo DMCA był akt C-32 (2010). Również w tym wypadku prace legislacyjne nie zostały zakończone ze względu na duży opór społeczny i polityczny. Konserwatywna Partia Kanady nadal dążyła do wprowadzenia zmian prawnych zawartych w tych aktach i 29 czerwca 2012 r. uchwaliła akt C-11 (An Act to amend the Copyright Act).